# Die by the Sword
Die by the Sword (tạm dịch: Tử Kiếm) là trò chơi máy tính thuộc thể loại đấu kiếm và hành động chặt chém góc nhìn thứ ba lấy bối cảnh giả tưởng do hãng Treyarch phát triển và Tantrum Entertainment (một chi nhánh phụ của Interplay Productions) phát hành vào ngày 28 tháng 2 năm 1998.
Bản mở rộng chính thức Limb from Limb được phát hành vào ngày 30 tháng 9 năm 1998, bổ sung thêm một số quest mới cho những người say mê phần chơi đơn, nâng cao mục chơi mạng thông qua việc lựa chọn thêm nhiều đấu trường mới cùng các nhân vật mới có thể chơi được như Minotaur.
Die by the Sword lấy nguồn cảm hứng từ trò đấu rìu The Bilestoad ra mắt năm 1982 thuộc hệ máy Apple II với tính năng chặt chém tứ chi của đối phương được lặp đi lặp lai một cách độc đáo. Ngoài ra, Die by the Sword còn được phát hành trên dịch vụ phân phối kỹ thuật số GOG (Good On Games tức game cũ mà hay) với giá $5.99.

## Cách chơi
Die by the Sword giới thiệu hệ thống điều khiển VSIM, cho phép người chơi điều khiển độc lập các thao tác và hoạt động đấu kiếm từ những hình đại diện trong game của họ như chạy, nhảy và xoay chỉ với một tay, trong khi đồng thời thực hiện cú chém, đâm và đỡ từ tay còn lại. Thực sự là một nét mới lạ so với nhiều game thuộc thể loại này. Tuy nhiên, phần lớn là game bị phàn nàn nhiều nhất ở cách điều khiển gây khó khăn, lối chơi đầy thử thách cùng phần hướng dẫn quá sơ sài dẫn đến sự chán nản của những game thủ thông thường khi bắt đầu tiếp cận với lối chơi còn khá mới mẻ trong game.
Tính năng độc đáo như trên cũng được đánh giá cao nhất. Nó là khả năng mà người chơi hoàn toàn có thể kiểm soát thế kiếm của họ, loại bỏ sự cần thiết của ảnh động trước khi ghi hình và lối chơi dựa trên thống kê. Thay vào đó, một mô hình vật lý chính xác được sử dụng cho mỗi hình đại diện lẫn vũ khí, cùng chuyển động và thiệt hại đều được tính toán thông qua yếu tố sức mạnh.
Người chơi có thể thực hiện các tư thế cầm kiếm bằng cách sử dụng phím điều khiển, bàn phím số, hoặc bằng chuột. Ví dụ, với bàn phím, để thực hiện một cuộc tấn công ác liệt với tổ hợp phím mặc định thì người chơi sẽ phải nhấn phím số '4 'và '6' trên bàn phím số liên tiếp để di chuyển vũ khí cách xa từ trái sang phải. Sự kết hợp phím số '8' '2' tương tự như vậy sẽ thực hiện một chuyển động ấn tượng từ trên xuống. Chiêu đỡ đòn cũng được thực hiện tương tự như vậy, không phải thông qua một phím riêng biệt hoặc thanh trạng thái như trong tất cả các game khác cùng thể loại, thay vì thông qua các nguyên tắc vật lý đơn giản của việc định vị vũ khí để ngăn chặn và chống đỡ vũ khí của kẻ thù. Khiên hoạt động giống như kiếm trong khía cạnh này, dù nó thường không thể trực tiếp điều khiển bằng tay không. 
Ngoài ra, người chơi còn được quyền lựa chọn việc điều khiển trực tiếp thế kiếm riêng biệt bằng cách cử động nhấp chuột hoặc thông qua cần điều khiển joystick khiến cho việc điều khiển trở nên linh hoạt hơn. Điều này cho phép người chơi dễ dàng di chuyển vũ khí liên tiếp trong bất kỳ hướng nào thay vì bị giới hạn trong tám điểm của một bàn phím. Tuy nhiên nếu nhân vật sử dụng vũ khí hai tay thì chỉ có thể được điều khiển bởi bàn phím hoặc bằng cách sử dụng hướng di chuyển được xác định trước, là do các động tác không chính thống của họ.
Một phương pháp khác đơn giản hơn trong việc sử dụng chuột hoặc bàn phím (như việc điều khiển chuột có thể gây chút khó khăn, và một số máy tính xách tay không có bàn phím) là "chế độ arcade" trong game, trong đó có sử dụng phím Y, U và I để đỡ đòn, tương ứng với mức độ thấp, trung bình và cao, phím H, J, và K tương ứng với chặt, chém vừa và chém cao. 
Các động tác khác như xoay, nhảy, nhào lộn đều được sử dụng song song với việc điều khiển kiếm nhằm tăng thêm tốc độ vũ khí và gia tăng khả năng thiệt hại đáng kể.
Một sự đổi mới nhằm tăng thêm tính phức tạp đáng kể trong game chính là khả năng nhắm mục tiêu, và loại bỏ các bộ phận cơ thể riêng biệt còn được gọi là điểm đánh trúng (hit location). Việc quay đầu được đặt đúng chỗ trong một số trường hợp có thể chém đứt đầu đối phương. Một đòn chí mạng giáng vào đúng lúc có thể cắt rời tứ chi khiến cho tính di động của đối phương bị suy giảm nhanh chóng, hoặc trong trường hợp tận dụng các chiêu kiếm thì không có cách nào để gây thiệt hại.
Hệ thống này còn tăng thêm yếu tố chiến thuật trong phần chiến đấu cận chiến. Nó khuyến khích người chơi đạt được nhiều hit hơn đến một khu vực cụ thể nào đó trên cơ thể, do đó từ từ chặt chân tay của đối phương và làm giảm hiệu lực của hắn. Những điểm mỏng manh nhu đầu và cổ thường rất khó để tấn công, đòi hỏi sự kết thúc nhanh chóng chỉ dành cho những người có sự khéo léo phù hợp trong việc điều khiển.

## Mục chơi
Game có tổng cộng tất cả bốn mục chơi gồm Quest (nhiệm vụ), Arena (đấu trường), Tournament (giải đấu) và Tutorial (hướng dẫn), Tutorial giúp người chơi làm quen với cách điều khiển và giao diện mới lạ trong game, còn Quest chỉ tập trung vào việc tìm hiểu về cốt truyện chính yếu của game trong khi Arena thì gói gọn bốn đối thủ gồm người chơi và máy điểu khiển sẽ tham gia tranh đấu lẫn nhau trong một đấu trường bị bao bọc hoàn toàn, trong bản mở rộng Limb From Limb có bổ sung thêm vào chín đấu trường mới. Riêng mục Tournament cho phép người chơi chọn một trong số chín chiến binh với những ưu khuyết khác nhau, tham gia tranh giải ở các đấu trường riêng biệt với sự kết hợp khác nhau của những sinh vật khác. Để giành lấy chiến thắng cuối cùng là phải hạ gục con trùm cuối.

## Chơi mạng
Die by the Sword cung cấp kiểu chơi mạng gồm hai phần là Deathmatch (tử chiến) và Cooperative (hợp tác) trong mục Arena, nơi mà người chơi có thể tranh tài với những người chơi khác trong những màn song đấu riêng biệt. Việc thiếu vắng một dịch vụ tạo màn chơi đã làm ngăn cản bất kỳ cộng đồng trực tuyến quan trọng nào tham gia vào, vì sự kết hợp giữa một giao diện nghèo nàn và kém người chơi, cùng việc loại bỏ các tựa game địa phương duy nhất.